# Pont Provencher
Le pont Provencher est un ouvrage d'art qui enjambe la rivière Rouge dans la ville de Winnipeg.
Le pont Provencher fut construit en 2001, à la suite de la fermeture d'un ancien pont construit en 1918 et devenu vétuste. 
Les travaux commencèrent le 20 juillet 2001 et le chantier dura deux ans. Le pont fut ouvert à la circulation routière en 2003.
Le pont Provencher relie le quartier francophone de Saint-Boniface au quartier central et historique de la Fourche de Winnipeg. Le pont Provencher est doublé par un pont à haubans piétonnier, le pont esplanade Riel, réservé aux piétons et aux cyclistes.
Le pont fut nommé Provencher en l'honneur et la mémoire de l'évêque franco-manitobain Joseph Norbert Provencher.